# B-Boy Myhre
Benjamin Myhre (* 1995) ist ein norwegischer Rapper und Musikproduzent. Er tritt vor allem unter seinem Künstlernamen B-Boy Myhre auf.

## Leben
Myhre wuchs in Hovseter in Oslo auf. Er arbeitete längere Zeit bei Konzerten von Cezinando mit und war unter anderem als DJ und Musikproduzent für ihn tätig. Seine ersten eigenen Lieder gab er im Jahr 2019 heraus. Im September 2020 wurde die Single Gammel person veröffentlicht, die in einer Zusammenarbeit mit Cezinando entstanden war. Mit Cezinando nahm Myhre zuvor bereits das Lied Harley auf. Das Video zu Gammel person wurde beim Musikpreis Spellemannprisen 2020 in der Kategorie „Musikvideo des Jahres“ ausgezeichnet. Am Ende des Jahres 2020 war er beim Musikpreis P3 Gull in der Kategorie „Newcomer des Jahres“ nominiert. Im Jahr 2021 folgten weitere Singles und im Oktober 2021 sein Debütalbum Absolut B-Boy Music. Für sein Debütalbum wurde er beim Spellemannprisen 2021 in der Hip-Hop-Kategorie nominiert.
Im November 2023 gab er mit Sitter inne sein zweites Album heraus. Für das Album erhielt er beim Spellemannprisen 2023 erneut eine Spellemann-Nominierung in der Hip-Hop-Kategorie. Mit Halvt man, halvt geit folgte im Jahr 2024 sein drittes Album. Im selben Jahr gab er im Film Nr. 24 sein Schauspieldebüt.

## Filmografie
- 2024: Nr. 24

## Auszeichnungen
Spellemannprisen
- 2020: „Musikvideo des Jahres“ für Gammel person
- 2021: Nominierung in der Kategorie „HipHop“ für Absolute B-Boy Music
- 2023: Nominierung in der Kategorie „HipHop“ für Sitter inne

P3 Gull
- 2020: Nominierung in der Kategorie „Newcomer des Jahres“[9]

## Diskografie

### Alben
| Jahr | Titel                | Höchstplatzierung, Gesamtwochen, AuszeichnungChartsChartplatzierungen (Jahr, Titel, Platzierungen, Wochen, Auszeichnungen, Anmerkungen) | Anmerkungen                            |
| Jahr | Titel                | NO | Anmerkungen                            |
| ---- | -------------------- | --- | -------------------------------------- |
| 2021 | Absolute B-Boy Music | NO28 (1 Wo.)NO | Erstveröffentlichung: 15. Oktober 2021 |

Weitere Alben
- 2023: Sitter inne
- 2024: Halvt mann, halvt geit

### Singles
- 2019: Harley (feat. Cezinando)
- 2019: Bank
- 2020: Nysgjerrig
- 2020: Gammel person (feat. Cezinando)
- 2021: Action Man
- 2021: Snømenn
- 2021: GTA (feat. Lars Vaular)
- 2021: Åptat
- 2022: Så Lø
- 2023: Livecam
- 2023: Dust
- 2023: Inkognito